# Simulator leta
Simulator leta je sistem koji pokušava oponašati, ili simulirati, doživljaj leta zrakopolovom koliko je to stvarno moguće.
Postoji nekoliko vrsta simulatora leta, od videoigre do cijelovitog kokpita zrakoplova postavljenog na hidrauličnim cilindrima ili elektromehaničkim akuratorima. Prvi simulatori leta pojavili su se 1910., dok je uporaba ovih strojeva doživljela je pravi zamah za vrijeme Prvog svjetskog rata. Pojavom kućnih računala, dovelo je do pravog zamaha u razvoju simulatora leta, čak i strojevi s veoma jednostavnim sposobnostima imali su svoj simulator leta.  Jedan od najpoznatijih simulatora leta na računalu je Microsoft Flight Simulator.